# Julian Zenger
Julian Zenger (Wangen im Allgäu, 1º gennaio 1997) è un pallavolista tedesco, libero dell'Arkas.

## Carriera

### Club
La carriera di Julian Zenger inizia nelle giovanili del Leutkirch, per poi passare, nel 2013, alle giovanili del Friedrichshafen. Esordisce nella 1. Bundesliga nella stagione 2016-17 quando entra a far parte della squadra federale dell'Olympia Berlino: tuttavia, a campionato in corso, torna nuovamente al Friedrichshafen. Nella stagione 2017-18 si accasa al Rüsselsheim, dove resta per due annate, mentre in quella 2019-20 veste la maglia dello Charlottenburg, sempre in 1. Bundesliga, con cui vince due Supercoppe tedesche, una Coppa di Germania e uno scudetto.
Nel campionato 2021-22 gioca per la prima volta all'estero, ingaggiato dalla Trentino, in Superlega, aggiudicandosi la Supercoppa italiana: resta nella massima divisione italiana anche nella stagione seguente, approdando al Padova, dove resta per due annate. Per il campionato 2024-25, a competizione già iniziata, accetta l'offerta dell'Arkas, nella Efeler Ligi turca.

### Nazionale
Nel biennio dal 2014 al 2015 viene convocato nella nazionale tedesca under 19, con cui conquista l'argento al campionato WEVZA 2014; dal 2015 al 2017 fa parte della nazionale under 21, mentre nel 2016 è in quella under 20.
Nel 2017 ottiene le prime convocazioni nella nazionale maggiore, vincendo, nello stesso anno, la medaglia d'argento al campionato europeo.

## Palmarès

### Club
- Campionato tedesco: 1

2020-21
- Coppa di Germania: 1

2019-20
- Supercoppa tedesca: 2

2019, 2020
- Supercoppa italiana: 1

2021

### Nazionale (competizioni minori)
- Campionato WEVZA under 19 2014